# Microstylum hermanni
Microstylum hermanni är en tvåvingeart som beskrevs av Ricardo 1925. Microstylum hermanni ingår i släktet Microstylum och familjen rovflugor. Inga underarter finns listade i Catalogue of Life.